# Рюинанен, Макс
Макс Рюинанен (р. 1972) — финский исследователь, галерист и писатель. Получил степень доцента по специальности «Эстетика» в Университете города Хельсинки, помимо этого обучался в университете города Упсала (Финляндия), в Пизанском университете (Италия) и в университете Темпл (США, Пенсильвания). С 2006 года и по настоящее время Макс Рюинанен — занимает должность старшего преподавателя по теории визуальной культуры в Университете Аалто. Наряду с этим с 2009 по 2010 год занимал должность профессора в той же области, но позже профессура была закрыта. С 2015 по 2018 год Макс Рюинанен занимал должность директора магистерской программы Университета Аалто по визуальной культуре и современному искусству (ViCCA), был председателем Финского общества эстетики и являлся членом правления Международной ассоциации эстетики с 2014 по 2018 год.
По собственным словам Макса Рюинанена он занимается не только эстетикой, но еще и культурологией, семиотикой и историей идей. По своим идеям близок к феноменологии, Франкфуртской школе, прагматизму, герменевтики и индийской философии — не забывая о «квеминистском», постколониалистском и классовом твисте, который часто естественным образом попадает в его работу. Темы, над которыми он работал: современное искусство, философия тела, городская эстетика, эстетический опыт, поп, китч и критические взгляды на искусство. В последнее время Макс Рююнянен, как ему самому кажется, перешел к более общим вопросам философии (роботы, диалектика).
Как доктор философии и доцент по эстетике Макс опубликовал множество статей о «чистой» философии искусства Contemporary Aesthetics (https://contempaesthetics.org/newvolume/pages/article.php?articleID=847), Nordic Journal of Aesthetics (https://tidsskrift.dk/nja/article/view/2978/2563), Journal of Somaesthetics (https://somaesthetics.aau.dk/index.php/JOS/article/view/1073) и Terra Aesthetica (http://maxryynanen.net/wp-content/uploads/2015/04/Terra-Aesthetica.pdf). Помимо этого опубликовал философские интервью и теоретические очерки в таких журналах по искусству, как Art Pulse, Flash Art, Atlantica Internacional, Kunstkritikk.
Макс Рюинанен основатель и главный редактор журнала Popular Inquiry: The Journal of the Aesthetics of Kitsch, Camp and Mass Culture совместно с Джозефом Ковальчиком, Ричардом Шустерманом (главный редактор The Journal of Somaestheticsin) и Фальком Генрихом. А также член международного консультативного совета Terra Aestheticae (2017-) http://terraaestheticae.ru/index.php/terraaestheticae, Aesthetica Universalis (2018-) и финского журнала по художественному образованию " Births " (2018-). Бывший член совета директоров в журнале The Nordic Journal of Aesthetics (2002—2005) и финского журнала по художественным исследованиям Ruukku (2017—2019). Также Рююнянен один из основателей двух альтернативных галерей в Хельсинки, галерея ROR и Kallio Kunsthalle.

## Основные работы
- Art, Excess, and Education: Historical and Discursive Contexts. Совместно с Kevin Tavini и Mira Kallio-Tavini New York: Palgrave, 2019.
- «From Haunted Ruin to the Most Touristified of All Cities.» Teoksessa Jeanette Bicknell, Jennifer Judkins & Carolyn Korsmeyer Philosophical Perspectives on Ruins, Monuments and Memorials, s. 157—165. London: Routledge, 2019.
- Learning from Decay: Aesthetics of Architectural Disintegration. Zoltan Somhegyin kanssa. Frankfurt am Main: Peter Lang, 2018.
- «The Art Scenes.» Contemporary Aesthetics, Vol 16, 2018.
- Elokuva — rakastettuni! Turku: Savukeidas, 2014.
- Roskamaali — jääkiekon estetiikkaa ja kulttuurifilosofiaa. Turku: Savukeidas, 2014.
- Aesthetics of Popular Culture. Совместнос с Jozef Kovalcikin kanssa. Bratislava: Slovart, 2014.
- Umberto Eco: James Joyce, Teräsmies ja vesimokkaeläin. Совместно с Tarja Knuuttila. Helsinki: Yliopistopaino, 2005.

## Ссылка
- личный сайт Макса Рюинанена http://maxryynanen.net/